# Народні збори Стародавнього Риму
Народні збори Стародавнього Риму — збори вільного населення стародавнього міста Рим та його околиць з метою інформування або прийняття важливих рішень. Народні збори були важливим державним інститутом у Стародавньому Римі і поділялися на:
- Коміції (лат. Comitia)
- Сходки (або зібрання) (лат. Contio)
- Консиліуми плебеїв[en] (лат. Concilium  plebis)

Сходки проводилися для агітації та інформування населення, прийняття якихось рішень вони не передбачали, а консиліуми і коміції, навпаки, скликатися для прийняття важливих рішень шляхом прямого голосування римських громадян або їх представників і, за його результатами, пропозиція схвалювалася або відкидалася, але її обговорення не велося. Консиліуми були зборами непатриціанської верстви населення (зборами плебеїв), а коміції були зборами всього римського народу.

## Історія виникнення
Традиційно вважається, що перший різновид народних зборів (Куріатні коміції) виник одночасно із заснуванням Риму (бл. 753 до н. е.). Засновником центуріатних коміцій вважається цар Сервій Туллій (сер. VI ст. до н. е.). Консиліуми плебеїв за трибами виникли бл. 471 до н. е. після прийняття відповідного закону. З часом, патриції почали брати участь у таких консиліумах і, згодом, спільні плебейсько-патриціанські збори стали називатися трибунатними коміціями. Прийняті рішення таких зборів отримали назву «плебісцит» (лат. plebiscitum; буквально — рішення народу)
У I ст. до н. е., з поширенням римського громадянства на вільне населення всієї Італії, система народних зборів переживає кризу. Під час Диктатури Сулли (82—79 до н. е.) повноваження народних зборів значно обмежуються, а зі встановленням одноосібної влади Октавіана Августа (27 до н. е.) і перетворення держави на імперію, відмирають судові функції коміцій, виборні функції стають формальністю. До кінця I ст. н. е. відмирають і законодавчі функції народних зборів.

### Довідники
- Contio // Реальна енциклопедія класичної старовини / А. Паулі, К. Вальтц, В. Тоффель. — 1885. (рос.)
- Народное собрание // Новий енциклопедичний словник / Під заг. ред. акад. К. К. Арсеньєва. — 1911—1916. (рос.)

### Книжки
- Сергеев И. П. Государственные учреждения древних римлян: поздняя Республика и ранняя Империя: материалы к спецкурсу. — Харьков : ХНУ имени В. Н. Каразина, 2013. — 312 с. — ISBN 978-966-623-922-1. (рос.)